# ميدياويكي دلالي
ميدياويكي دلالي هو امتداد لبرنامج ميدياويكي، حيث يسمح بإضافة التعليقات التوضيحية الدلالية إلى صفحات ويكي. يمكن بعد ذلك استخدام التعليقات التوضيحية التي تمت إضافتها لإجراء عمليات بحث دلالية، وتجميع الصفحات بينها، وتنظيم المحتوى بطرق مختلفة، على سبيل المثال، على المستوى الجغرافي، أو التقويم، أو الرسم البياني ، أو في النهاية تصدير هذه البيانات حتى يمكن استهلاكها من قبل تطبيقات الطرف الثالث ، مع تنسيقات تسلسل إطار توصيف الموارد، أو غيرها.

## وصلات خارجية
- ميدياويكي دلالي على موقع Open Hub (الإنجليزية)
- ميدياويكي دلالي على موقع Free Software Directory (الإنجليزية)
- ميدياويكي دلالي على موقع SourceForge (الإنجليزية)